# Harvey (film)
Pour les articles homonymes, voir Harvey.
Pour plus de détails, voir Fiche technique et Distribution.
Harvey est un film américain réalisé par Henry Koster, sorti en 1950.

## Synopsis
Elwood est un homme gentil d'une quarantaine d'années qui embarrasse son entourage : il a un ami imaginaire, un lapin de deux mètres se prénommant Harvey. Ruinant la vie sociale de sa sœur, cette dernière décide de l'emmener dans un hôpital psychiatrique. Mais c'est elle qui se retrouve provisoirement enfermée...

## Fiche technique
- Titre : Harvey
- Réalisation : Henry Koster
- Scénario : Mary Chase, Oscar Brodney et Myles Connolly, d'après la pièce du même nom de Mary Chase
- Direction artistique : Bernard Herzbrun et Nathan Juran
- Décors de plateau : Julia Heron et Russell A. Gausman
- Costumes : Orry-Kelly
- Photographie : William H. Daniels
- Montage : Ralph Dawson
- Musique : Frank Skinner
- Production : John Beck
- Société de production : Universal Pictures
- Pays d'origine :  États-Unis
- Langue : anglais
- Format : noir et blanc - 1,37:1 - mono - 35 mm
- Genre : comédie dramatique
- Durée : 104 minutes
- Dates de sortie : 
  - États-Unis : 13 octobre 1950
  - France : 13 juin 1951

## Distribution

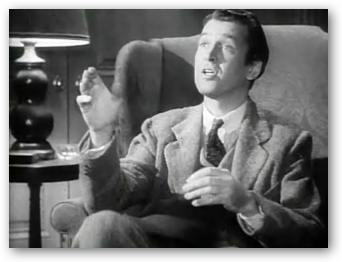
James Stewart

- James Stewart (VF : Ivan Desny) : Elwood P. Dowd
- Josephine Hull (VF : Marcelle Hainia) : Veta Louise Simmons
- Peggy Dow (VF : Françoise Fechter) : mademoiselle Kelly
- Charles Drake (VF : Jacques Erwin) : le docteur Sanderson
- Cecil Kellaway (VF : Raymond Rognoni) : le docteur Chumley
- Victoria Horne (VF : Luce Clament) : Myrtle Mae Simmons
- Jesse White (VF : Jean-Henri Chambois) : Wilson
- William H. Lynn (VF : Jean Berton) : le juge Gaffney
- Wallace Ford (VF : Marcel Lestan) : le chauffeur de taxi
- Nana Bryant (VF : Cécile Didier) : Hazel Chumley
- Grayce Mills (VF : Cécile Dylma) : Ethel Chauvenet
- Clem Bevans : Herman Schimmelplusser

Acteurs non crédités
- Pat Flaherty : le policier
- Anne O'Neal : l'infirmière assistant le docteur Schwartz
- Almira Sessions : Mme Halsey

## Autour du film
- Le tournage s'est déroulé à Universal City, en Californie.
- La pièce de Mary Chase est de nouveau portée à l'écran en 1972 avec Harvey (téléfilm dans lequel James Stewart et Jesse White reprendront leurs rôles respectifs), en 1985 avec Mein Freund Harvey et en 1998 avec Harvey (avec Leslie Nielsen dans le rôle du Docteur Chumley).
- Josephine Hull et Jesse White avaient déjà interprété leurs rôles respectifs dans la pièce jouée à Broadway de 1944 à 1949. De plus, James Stewart et Jesse White interpréteront à nouveau leurs rôles respectifs dans une reprise de la pièce à Broadway en 1970.
- Harvey est la première participation à un projet cinématographique de l'acteur Fess Parker, qui prête ici sa voix au chauffeur Leslie (rôle pour lequel il n'a jamais été crédité).
- Le lapin géant du film est défini comme un « pooka » par Elwood, référence à une créature du folklore celte : puck.
- Dans la série télévisée Farscape, John Crichton appelle Harvey le clone neuronal de Scorpius, apparu à la fin de la saison 2, présent tout au long de la saison 3 puis durant le début de la 4, disparaissant durant celle-ci et ré-apparaissant vers la fin de cette même saison.
- Un personnage du livre de science-fiction Le Système Valentine (The Golden Globe, 1998), de John Varley, a pour nom Elwood P. Dowd.
- Dans le film Qui veut la peau de Roger Rabbit ?, un personnage secondaire répond au juge Demort (qui recherche Roger le lapin): "J'lui ai dit Bonjour!... Harvey!", faisant référence ainsi au film.
- Dans Un homme d'exception (2001), John Nash fait référence à Harvey avec l'emblématique « Have you met Harvey? » (connaissez-vous Harvey ?).
- Dans le numéro 102 du magazine Super Picsou géant, l'histoire "Le Lapin de Pâques" réécrit l'histoire du film en mettant en scène Donald Duck qui rencontre le Lapin de Pâques[1].

## Récompenses et distinctions

### Récompenses
- Oscar de la meilleure actrice dans un second rôle pour Josephine Hull.
- Golden Globe de la meilleure actrice dans un second rôle pour Josephine Hull.

### Nominations
- Oscar du meilleur acteur pour James Stewart.
- Golden Globe du meilleur film dramatique.
- Golden Globe du meilleur acteur dans un film dramatique pour James Stewart.
- Prix Hugo du meilleur film dramatique en 1951.